# Georg Oskar Edmund Launert
Georg Oskar Edmund Launert ( 1926-2017) es un botánico, y pteridólogo inglés .

## Algunas publicaciones
- LAUNERT, GOE; ML GONÇALVES. 1969. Flora de Moçambique. 33. Zygophyllsceae. Ed. Junta de Investigações do Ultramar, Centro de Botânica, Lisboa. [2]-21-[5] pp.

- Gonçalves, M.L. 1978. Tetragoniaceae. En: Launert, GE (editor). Flora Zambesiaca. Volumen 4. Flora Zambesiaca Managing Committee, Londres. pp. 553–555[1]

- pierre-joseph Redouté, georg oskar Launert, leslie arnold Tjon Sie. 1982. De rozen. Ed. Moussault, 180 pp. ISBN 9022612236, ISBN 9789022612231

- ----. 1982. Guía de las Plantas Medicinales y Comestibles de España y Europa. Ed. Omega. 308 pp. ISBN 8428206902

- ----; H BECHTEL, PJ CRIBB. 1981. Manual of Cultivated Orchid Species. Ed. MIT Press. ISBN 9780262021623

- 1983. Collins Guide to the Ferns, Mosses and Lichens of Britain and Northern and Central Europe. Traducido y revisado por Georg Edmund Launert et al. Collins, Londres. 272 pp. ISBN 0002192543

- La abreviatura «Launert» se emplea para indicar a Georg Oskar Edmund Launert como autoridad en la descripción y clasificación científica de los vegetales.[2]